# 把手 (雜誌)
把手 （阿拉伯语：‎）是一本在於1950年代在伊拉克出版的阿拉伯語雜誌，是美國政府資助的冷戰政治宣傳。該雜誌呼籲阿拉伯人和穆斯林聯合起來反對共產主義，並強調美國和西方世界的善良。

## 另見
- 對話 (雜誌)